# Lumpenopsis triocellata
Lumpenopsis triocellata és una espècie de peix de la família dels estiquèids i de l'ordre dels perciformes.

## Descripció
- Fa 11 cm de llargària màxima.
- 42-49 espines i cap radi tou a l'aleta dorsal.
- 2 espines i 24-31 radis tous a l'aleta anal.[8][9]

## Hàbitat i distribució geogràfica
És un peix marí, demersal (fins als 200 m de fondària) i de clima subtropical, el qual viu al Pacífic nord-occidental: el talús i la plataforma continentals de l'illa de Honshu (el Japó).

## Observacions
És inofensiu per als humans.